# Prefettura del pretorio d'Africa
La prefettura del pretorio d'Africa (latino: praefectura praetorio Africae) o prefettura d'Africa era una prefettura del pretorio dell'Impero romano e dell'Impero d'Occidente costituita a più riprese a partire dal 332 e comprendente la diocesi d'Africa, la quale era però di norma accorpata alla prefettura del pretorio d'Italia. La prefettura d'Africa fu ristabilita come parte dell'Impero romano d'Oriente dopo la riconquista dell'Africa nordoccidentale, strappata ai Vandali nel 533-534 dall'imperatore Giustiniano I. La prefettura di età bizantina comprendeva anche Sardegna, Corsica, Isole Baleari e, a partire dagli anni 550, la Spagna bizantina. Negli anni 580 si trasformò nell'esarcato d'Africa.

## Storia

### Prefettura d'età romana
La prefettura d'Africa venne una prima volta istituita in via temporanea attorno all'anno 332, quando a Cartagine si decise di stabilire un prefetto anziché il normale vicarius diocesano. Già nel 337, però, l'Africa risultava nuovamente accorpata alla prefettura del pretorio d'Italia in occasione della spartizione dell'Impero tra i figli di Costantino I.
Nuovamente nel 412, all'indomani del sacco di Roma condotto dai Visigoti di Alarico, mentre Alani e Burgundi invadevano la prefettura del pretorio delle Gallie e i Vandali, Alani e Svevi giungevano nella penisola iberica, la diocesi d'Africa, unico territorio ancora sicuro dell'Impero romano d'Occidente, venne temporaneamente eretta a prefettura autonoma ed affidata al prefetto Seleuco.

#### Invasione vandala
Nel 426, però, il comes d'Africa, Bonifacio entrò in rotta con la reggente imperiale Galla Placidia e venne accusato di voler usurpare il trono. Al suo rifiuto di presentarsi a Ravenna, egli venne dichiarato hostis publicus nel 427 venne inviato contro di lui un esercito, condotto da Mavorzio, Gallione e Sanece. Bonifacio riuscì però a corrompere quest'ultimo e l'armata passò dalla sua parte.
Nel 429 tuttavia, anche l'Africa venne travolta dall'invasione vandala guidata da re Genserico, forse inizialmente chiamati dallo stesso Bonifacio, il quale tuttavia in quello stesso anno si era riconciliato con la corte imperiale, ricevendo la nomina a patricius. Portata a termine la traversata di circa 15 km dello stretto di Gibilterra, i Vandali si riversarono dunque in Mauritania, dove conquistarono Caesarea, giungendo in breve nella Numidia Cirtense, dove sconfissero l'esercito romano inviato contro di loro, e sottomisero nel 430 la provincia, mentre i Romani si asserragliavano nelle città di Cirta ed Ippona, dove si rinchiuse Bonifacio, il conte d'Africa, e che venne stretta in un assedio nel corso del quale perì anche il vescovo Agostino.
In soccorso all'Africa giunse frattanto anche Aspar, inviato dall'Imperatore d'Oriente Teodosio II, il quale, unitosi a Bonifacio, venne però ripetutamente sconfitto dai Vandali nel corso del 431; i Vandali così conquistavano Ippona, mentre nel 432 Bonifacio venne richiamato in Italia e il re Genserico invase la Numidia. La sua avanzata venne però bloccata dalle truppe del generale Aspar, spingendo Genserico a negoziare: l'11 febbraio 435 l'Imperatore d'Occidente Valentiniano III riconobbe i Vandali come foederati. Genserico però, anziché sottomettersi, continuò a comportarsi come un sovrano autonomo e prese ad esercitare, assieme ai Berberi locali, la pirateria sulle coste della Sicilia, a partire dal 440. Il 19 ottobre 439 i Vandali conquistarono infine Cartagine, senza colpo ferire. Nel 442 tuttavia restituirono all'Impero la Mauretania, la Tripolitania e una parte della Numidia, province però pesantemente devastate dalle loro incursioni, tanto che l'Imperatore Valentiniano III fu costretto a ridurre le tasse che quelle province dovevano versare allo stato a un ottavo della quota normale. Dopo il 455, i Vandali occuparono anche la Mauretania e la Tripolitania, sottomettendo l'intera Africa romana sotto il loro giogo. Il trattato che l'Imperatore Maggioriano firmò con i Vandali nel 460 probabilmente riconobbe loro il possesso della Mauretania.

### Prefettura d'età bizantina
Nel 533, l'esercito romano comandato da Belisario sconfisse e pose fine al Regno vandalo che da un secolo regnava sul Nord Africa, strappata ai Romani dal re barbaro Genserico tra il 429 ed il 439. Immediatamente dopo la vittoria, nell'aprile 534, l'imperatore Giustiniano I promulgò una legge riguardante l'organizzazione amministrativa dei nuovi territori. Le vecchie province della Diocesi d'Africa romana erano state per la maggior parte preservate dai Vandali, ma grandi parti, inclusa tutta la Mauretania Tingitana, la maggior parte della Mauretania Caesariensis e grandi parti dell'entroterra della Numidia e Byzacena, erano andate perdute a causa delle incursioni delle tribù dei Mauri (Mori). Malgrado ciò, Giustiniano restaurò comunque la vecchia amministrazione, promuovendo però il vicario residente a Cartagine a prefetto del pretorio:
(Codex Iustinianus, I.XXVII)
L'intento di Giustiniano fu, sostiene lo storico J.B. Bury, quello di «cancellare ogni traccia della conquista vandala, come se non ci fosse mai stata». Venne restaurato il cattolicesimo nelle nuove province e gli Ariani vennero perseguitati. Anche la proprietà terriera venne riportata allo stato preesistente alla conquista vandalica, ma la scarsità di validi titoli di proprietà dopo 100 anni di dominio vandalico furono cagione di un caos amministrativo e giuridico. A capo dell'amministrazione militare venne posto il magister militum Africae, con un subordinato magister peditum e quattro comandi regionali di frontiera (Tripolitania, Byzacena, Numidia e Mauretania) sotto il comando di un dux. Questa organizzazione venne introdotta gradualmente, poiché a quel tempo i Romani erano impegnati nella lotta contro i Mauri.

#### Le guerre contro i Mori
Quando i Romani sbarcarono in Africa, i Mori mantennero una posizione neutrale, ma dopo la vittoria romana sui Vandali, la maggior parte delle loro tribù giurarono fedeltà all'Impero. Le tribù più significative erano i Leuathae in Tripolitania e i Frexi in Byzacena. I Frexi e i loro alleati erano condotti da Antala, mentre altre tribù nell'area erano capeggiate da Coutzinas. Gli Aurasii (le tribù dei Monti Aurès) in Numidia erano governati da Iabdas, mentre i Mori Mauretani erano governati da Mastigas e Masuna.

##### La prima rivolta mora
Dopo la partenza di Belisario per Costantinopoli, gli successe come magister militum Africae il suo domesticus (assistente anziano), l'eunuco Salomone di Dara. Le tribù dei Mauri residenti in Byzacena e Numidia si rivoltarono immediatamente e Salomone tentò di sedare questa rivolta con le sue truppe, che includevano tribù more alleate. La situazione era così critica che a Salomone venne anche affidata l'autorità civile, sostituendo il primo prefetto, Archelao, nell'autunno del 534. Salomone riuscì a sconfiggere i Mauri di Byzacena a Mamma, e ottenne una vittoria decisiva su di loro nella battaglia di Monte Bourgaon agli inizi del 535. In estate, combatté contro Iabdas e gli Aurasii, che stavano devastando la Numidia, senza troppo successo. Salomone allora iniziò a erigere forti ai confini e sulle strade principali, sperando così di contenere le incursioni dei Mori.

##### Ammutinamento militare
A pasqua del 536 tuttavia, scoppiò una rivolta militare di larga scala, causata dall'insoddisfazione dei soldati nei confronti di Salomone. Salomone, insieme a Procopio di Cesarea, che lavorò come suo segretario, riuscì a scappare in Sicilia, che era stata appena conquistata da Belisario. I luogotenenti di Salomone, Martino e Teodoro, erano rimasti in Africa; al primo venne affidato l'incarico di raggiungere le truppe in Numidia, mentre al secondo venne affidata la difesa di Cartagine. Appena avvisato dell'ammutinamento, Belisario, insieme a Salomone e 100 uomini, salpò per l'Africa. Cartagine era stata assediata da 9 000 ribelli, inclusi molti Vandali, condotti da un certo Stotzas. Teodoro stava pensando di arrendersi, quando arrivò Belisario. La notizia dell'arrivo del celebre generale fu sufficiente per i ribelli per convincerli ad abbandonare l'assedio e a ritirarsi verso ovest. Belisario, sebbene fosse riuscito a arruolare solo 2 000 uomini, sconfisse immediatamente le forze ribelli a Membresa. Molti ribelli riuscirono tuttavia a fuggire, continuando a marciare verso la Numidia, dove le truppe locali decisero di unirsi a loro. Belisario stesso fu costretto a tornare in Italia, e Giustiniano decise di nominare il cugino Germano Giustino magister militum e mandarlo in Africa per risolvere la crisi.
Germano riuscì a portare molti ribelli dalla sua parte apparendo conciliante e pagando i loro arretrati. Alla fine, nella primavera del 537, i due eserciti si scontrarono a Scalae Veteres, e fu Germano a vincere. Stotzas si rifugiò dalle tribù di Mauretania, e Germano trascorse i successivi due anni a ristabilire la disciplina nell'esercito. Alla fine, ritenendo che la situazione si fosse stabilizzata abbastanza, nel 539 Giustiniano richiamò Germano a Costantinopoli, sostituendolo con Salomone. Quest'ultimo continuò il lavoro di Germano cacciando dall'esercito tutti coloro la cui fedeltà all'impero era considerata dubbia e rinforzando la rete di fortificazioni. Questa organizzazione pianificata con cura gli permise di sconfiggere gli Aurasii, cacciandoli dalle loro fortezze sulle montagne, e di ristabilire il dominio romano in Numidia e Mauretania Sitifensis.

##### La seconda rivolta mora
In seguito l'Africa attraversò un periodo di pace e prosperità per qualche anno, fino all'arrivo della grande peste circa 542, durante la quale il popolo della provincia patì molto. Nello stesso tempo, il comportamento arrogante di alcuni governatori romani alienò i duci dei Mauri, come Antalas in Byzacena, e causò la loro rivolta e le loro incursioni in territorio romano. In una battaglia contro i Mauri a Cillio in Byzacena in 544, i Romani vennero sconfitti e Salomone stesso venne ucciso. A Salomone successe il nipote, Sergio, che in qualità di duca di Tripolitania era stato largamente responsabile per lo scoppio della rivolta mora. Sergio era sia impopolare sia di abilità limitate, mentre i Mauri, a cui si unì il rinnegato Stotzas, si unirono sotto il comando di Antala. I Mori, aiutati da Stotzas, riuscirono a espugnare e saccheggiare la città costiera di Hadrumetum con la frode. Un prete di nome Paolo riuscì a riprendere la città con un piccolo esercito senza l'aiuto di Sergio, che rifiutò di combattere contro i Mori. Nonostante questo contrattempo, i ribelli vagarono liberamente per le province, mentre la popolazione rurale si rifugiò nelle città fortificate e in Sicilia.
Giustiniano allora mandò Areobindo, un uomo di rango senatoriale e marito di sua nipote Praejecta, ma non distintosi altrimenti, con un esercito di pochi uomini in Africa, non per sostituire Sergio, ma per condividere il comando con lui. A Sergio venne affidato il compito di combattere in Numidia, mentre ad Areobindo spettò il compito di sottomettere Byzacena. Areobindo mandò un esercito comandato dall'abile generale Giovanni contro Antala e Stotzas. Poiché Sergio non venne in loro aiuto come richiesto, i Romani vennero sconfitti a Thacia, ma non prima che Giovanni ferisse mortalmente Stotzas in un duello. Gli effetti di questo disastro costrinsero Giustiniano a richiamare Sergio e nominare Areobindo unico comandante. Poco dopo, nel marzo 546, Areobindo fu deposto e assassinato da Guntari, il dux Numidiae, che aveva negoziato con i Mori e voleva creare un regno indipendente da Costantinopoli in Numidia. Guntari stesso venne deposto da truppe fedeli sotto la guida dell'armeno Artabane agli inizi di maggio. Artabane venne elevato al rango di magister militum Africae, ma venne presto richiamato a Costantinopoli.
L'uomo che Giustiniano mandò per sostituirlo era il talentuoso generale Giovanni Troglita, le cui imprese sono celebrate nel poema epico Iohannis scritto da Flavio Cresconio Corippo. Troglita aveva già combattuto in Africa sotto il comando di Belisario e Salomone, e si era distinto in Oriente, dove era stato nominato dux Mesopotamiae. Nonostante le sue truppe fossero inferiori per numero, riuscì a ricondurre all'obbedienza varie tribù More, e agli inizi del 547 ottenne una vittoria decisiva su Antala e i suoi alleati, e li cacciò dalla Byzacena. Come racconta Procopio:
(Procopio)
Alcuni mesi dopo, tuttavia, la tribù dei Leuathae, in Tripolitania, si rivoltò, e inflisse una grossa sconfitta alle truppe imperiali nelle pianure di Gallica. Si unì ai Leuathae Antala, e i Mori di nuovo iniziarono delle incursioni arrivando fino a Cartagine. Ma all'inizio dell'anno successivo, Giovanni raccolse le sue truppe, e insieme a alcune tribù more alleate, incluso il precedente ribelle Coutzinas, inflisse una grande sconfitta ai Mori nella battaglia dei Campi di Cato, uccidendo diciassette dei loro leader e mettendo fine alla rivolta che aveva afflitto l'Africa per almeno 15 anni.

#### Un periodo di pace
Nei decenni successivi non ci furono grosse rivolte in Africa che si riprese. La Pace non sarebbe durata così a lungo, se Troglita non avesse capito che l'espulsione completa dei Mauri dalle province e la completa restaurazione della provincia ai suoi antichi confini era impossibile. Egli giunse a un compromesso con i Mori, promettendo loro autonomia; in cambio essi sarebbero diventati foederati dell'Impero. La fedeltà dei principi di queste tribù more all'Impero era assicurata garantendo loro doni e pensioni annuali, e la pace fu mantenuta da una forte rete di fortificazioni, molte delle quali sono sopravvissute fino a oggi.
In questo periodo di pace e tranquillità scoppiò solo una breve rivolta mora nel 563. Fu causata dall'ingiustificabile assassinio, compiuto dal magister militum Giovanni Rogatino, dell'anziano capo tribale Coutzinas che si era recato a Cartagine per ricevere la sua pensione annuale. I suoi figli e sudditi si rivoltarono; la guerra durò fino a quando un esercito condotto dal tribuno Marciano, nipote dell'Imperatore, riuscì a restaurare la pace.
Durante il regno di Giustino II (565 - 578), vennero date grosse attenzioni all'Africa. Sotto il prefetto Tommaso durante il periodo 565-570, la rete di fortificazioni venne rinforzata e espansa, l'amministrazione riformata e decentralizzata, e si tentò di convertire i Garamanti di Fezzan e i Getuli, che vivevano a sud della Mauretania Caesariensis. L'Africa era una delle più tranquille regioni dell'Impero, che era assaltato su tutti i fronti; ciò permise all'imperatore di trasferire le truppe dislocate in Africa in Oriente.

#### Conflitto con il Regno di Garmul
In Mauretania, tra l'avamposto romano di Septum e la provincia della Caesariensis, vari piccoli regni mori, che regnavano anche su popolazioni urbane romanizzate, vennero fondati fin dall'arrivo dei Vandali. Si sa ben poco su di essi; comunque questi regni non furono mai conquistati dai Vandali, e rivendicavano continuità con l'Impero romano, tanto che i loro leader si erano attribuiti il titolo di imperator, come il capo Masties ad Arris, o, nel caso del re Masuna di Altava (moderna Ouled Mimoun, Algeria), rex gentium Maurorum et Romanorum. Nei primi anni 530, venne fondato un autonomo regno romano-moro da Garmul, con capitale ad Altava. Alla fine degli anni 560, Garmul sferrò delle incursioni in territorio romano, e sebbene non fosse riuscito ad espugnare città significative, tre generali di Tingitana, secondo lo storico Giovanni di Biclaro, vennero uccisi dall'esercito di Garmul. Le sue incursioni, specialmente se in contemporanea con gli attacchi visigotici in Spania, erano considerate una grossa minaccia per la provincia; Garmul non era il capo di una mera tribù semi-nomade, ma il re di un regno barbarico pienamente sviluppato, con un esercito permanente. Di conseguenza il nuovo imperatore, Tiberio II, riassunse Tommaso come prefetto del pretorio, e l'abile generale Gennadio venne nominato magister militum con l'evidente intento di eliminare la minaccia Garmulica. Alla fine la campagna, lanciata nel 577-78, fu breve e si concluse con la sconfitta e l'uccisione di Garmul:
(Giovanni di Biclaro, Cronaca, anno 578.)
Il corridoio costiero tra Tingitana e Caesariensis venne così reso sicuro.

### Fondazione dell'Esarcato
Gennadio rimase in Africa come magister militum per lungo tempo (fino ai primi anni 590), e in seguito divenne il primo esarca d'Africa, quando l'imperatore Maurizio riorganizzò la prefettura d'Africa in esarcato alla fine degli anni 580, unendo autorità civile e militare nelle sue mani. La figura del prefetto del pretorio non fu abolita, ma divenne subordinata all'esarca. L'esarcato si estendeva sul Nord Africa e sui possedimenti imperiali in Spagna. Era una delle regioni più prospere dell'Impero, e sotto Eraclio, le truppe africane deposero il tiranno Foca nel 610. L'esarcato divenne di fatto un'entità autonoma dagli anni 640 in poi, e sopravvisse fino alla caduta di Cartagine ad opera degli Arabi nel 698.

## Lista dipraefecti praetorio Africaeconosciuti
- Gregorio (336-337)
- Archelao  (534)
- Salomone (534-536)
- Simmaco (536-539)
- Salomone (539-544)
- Sergio (544-545)
- Atanasio (545-548, forse fino al 550)
- Paolo (circa 552)
- Giovanni (circa 558)
- Giovanni Rogatino (circa 563)
- Tommaso (563-565)
- Teodoro (circa 570)
- Tommaso (574-578)
- Teodoro (circa 582)